# Jules Fontaine
Pour les articles homonymes, voir Fontaine.
Jules Fontaine, né le 30 avril 1817 à Calais et mort le 29 septembre 1888 à Paris, est un militant socialiste français, directeur des Domaines et chef de l'atelier général du Timbre sous la Commune de Paris (1871).

## Biographie
Né à Calais le 30 avril 1817, Jules Fontaine est le fils d'Henriette-Estelle Durosset et de Jean-Marie-Louis Fontaine, docteur en médecine. Son acte de naissance ne mentionne pas le second prénom, « Léon », qu'il a porté par la suite.
Polytechnicien, Fontaine refuse d'entrer au service de la Monarchie de Juillet et préfère devenir professeur libre de sciences. Républicain, avec un intérêt particulier pour les questions sociales, il accueille avec joie la Révolution de février 1848. La même année, il refuse la Légion d'honneur qu'il avait méritée en combattant l'insurrection de juin. Sous le Second Empire, il gagne sa vie en travaillant comme calculateur à l'Observatoire de Paris et comme répétiteur de mathématiques au lycée Bonaparte, tout en donnant des cours particuliers.
À la fin des années 1860, Fontaine fréquente les milieux socialistes parisiens. Le 10 février 1870, il est arrêté avec son fils aîné Henri-Eugène et plusieurs autres personnes assistant à une réunion privée chez son ami Jean-Martial Dupont (dit Aminthe Dupont). Inculpés d'attentat contre la sûreté de l’État, au même titre que de nombreux autres opposants raflés dans d'autres lieux, ils sont incarcérés à la prison de la Santé puis transférés à Mazas le mois suivant. Le 4 mai, Napoléon III convoque la haute cour de justice afin de juger les auteurs du « complot ». Le procureur général Grandperret accuse Fontaine d'être l'un des chefs d'un groupe révolutionnaire qui aurait préparé une insurrection à l'occasion des funérailles de Victor Noir avant de prévoir un attentat à l'arme à feu ou à l'engin explosif contre l'empereur. À l'issue du procès, qui a lieu à Blois en juillet-août 1870 sous la présidence de Prosper Zangiacomi, Fontaine est condamné à 15 ans de détention. Il est cependant libéré un mois plus tard grâce à la chute du régime impérial.
Fontaine fait à nouveau parler de lui sous la Commune. Le 11 avril, il succède en effet à Désiré Massard en tant que directeur des Domaines et chef de l'atelier général du Timbre. À ce titre, il est notamment chargé de la démolition, décrétée par la Commune, de la maison d'Adolphe Thiers. Une autre destruction, celle de la chapelle expiatoire, est empêchée grâce aux manœuvres du légitimiste Jacques Libman, qui se présente à Fontaine comme un Américain projetant de racheter l'édifice pour le remonter en tant qu'attraction touristique outre-Atlantique.
Arrêté après l'écrasement de l'insurrection, Jules Fontaine est jugé en novembre 1871 par le cinquième conseil de guerre, à Versailles, et condamné à 20 ans de travaux forcés, à 5 000 francs d'amende ainsi qu'à la dégradation civique. Incarcéré à Clairvaux, il est transféré au début de l'année 1872 à Toulon, d'où il est transporté vers la Nouvelle-Calédonie le 1er février. L'amnistie des communards lui permet de rentrer en France huit ans plus tard.
Il meurt le 29 septembre 1888 à son domicile du no 24 de la rue Durantin.